# كريتاي - الجامعة (مترو باريس)
كريتاي - الجامعة (بالفرنسية: Créteil – Université)‏ هي محطة مترو تابعة لمترو باريس تقع في فرنسا في كريتاي.[بحاجة لمصدر]